# 高桥镇 (慈利县)
高桥镇，是中华人民共和国湖南省张家界市慈利县下辖的一个乡镇级行政单位。

## 行政区划
高桥镇下辖以下地区：
高桥社区、亭子桥社区、岩音村、四坪村、陈家河村、光明村、花椒坪村、秋木山村、阳坪村、杜树垭村、才树村、皂泥峪村、砂场村、白竹峪村、黄林村、兴田口村、枧潭村、白果村、金堰村、新山村和长白村。